# Goryeong-gun
Goryeong-gun es un condado en el norte de la provincia de Gyeongsang del Norte, Corea del Sur.
Goryeong es un centro histórico del antiguo reino de Daegaya (Confederación Gaya).